# Élcio Romar
Élcio Romar Fernandes (Rio de Janeiro, 30 de agosto de 1949) é ator, diretor de dublagem e um dos principais dubladores brasileiros. Na dublagem, tornou-se conhecido por ser a voz oficial de atores como Woody Allen, Dan Aykroyd e Michael Douglas. Na televisão, um de seus personagens mais lembrados foi o personagem Zé Mário, que se passava pelo "cego" Braguinha, da telenovela A Gata Comeu, de 1985.

## Filmes
A carreira de Élcio Romar como dublador está vinculada ao fato de que este é a principal voz de Michael Douglas, Woody Allen e Dan Aykroyd no Brasil, ainda que tenha empregado seu talento também ao interpretar outros atores conhecidos do grande público tais como  Christoph Waltz (Dr. King Schultz em Django Livre), Burt Reynolds (em Golpe Baixo de 2005), Sean Penn (Jimmy Markum em Sobre Meninos e Lobos), James Caan (Sonny Corleone em O Poderoso Chefão e O Poderoso Chefão: Parte II, ambos na primeira dublagem), Jon Voight (em Pearl Harbor e A Lenda do Tesouro Perdido), Jack Nicholson (em O Destino Bate à sua Porta e Duelo de Gigantes, na primeira dublagem), Dana Ashbrook (Bobby Briggs em Twin Peaks - apenas no piloto), Clint Eastwood (em As Pontes de Madison), Philip Seymour Hoffman (no filme Jogos Vorazes: Em Chamas), Gary Oldman (Sirius Black na franquia Harry Potter), Stellan Skarsgård (Padre Lankester Merrin em O Exorcista - O Início), R. Lee Ermey (Sargento Hartman em Nascido para Matar), Liam Neeson (Ra's Al Ghul em Batman Begins)  Ben Stiller (no filme Caíndo na Real) e Billy Connolly (no filme O Hobbit: A Batalha dos Cinco Exércitos").  Dublou ainda diversos outros atores, nos mais variados filmes.

## Desenhos animados e seriados
Na dublagem original do desenho Pac-Man interpretou o monstro-fantasma Pinky e no outro desenho do Pac-Man ele dubla o secretário O'Drool e, ainda nos anos 80, foi o responsável pela dublagem de Snarf em Thundercats. No início do século XXI interpretou Vandal Savage em Liga da Justiça e o Charada em O Batman e em Batman: The Animated Series.
Élcio também dublou na série As Visões da Raven o personagem Victor Baxter, pai da personagem-título e Paulie "Walnuts" Gualtieri em Família Soprano (1ª voz). Em 2012, Élcio dublou Mario e o 1º presidente dos Estados Unidos, George Washington no episódio "Big Time Rushmore" na série MAD. Dublou na recente animação Angry Birds: O Filme o personagem Edward. Também dublou em Miraculous: As Aventuras de Ladybug o personagem Bob Roth. Recentemente na série Detetives do Prédio Azul ele dubla o personagem Escorpionte, um escorpião bruxo maligno. Na série animada da DreamWorks e Netflix Os 3 Lá Embaixo, dubla o personagem Varvatos Vex.

## Direção de dublagem
Nos anos 1990, Romar começou a dirigir dublagens no estúdio Herbert Richers até o fechamento do estúdio. Atualmente ele é diretor no estúdio Som de Vera Cruz.

## Filmografia
Desde a década de 1970, Élcio atuou em diversas novelas, séries e programas da Rede Globo e também alguns trabalhos na extinta Rede Manchete. Um de seus papéis mais lembrados na televisão foi o Zé Mário da novela A Gata Comeu, um grande sucesso televisivo de Ivani Ribeiro. Na trama, seu personagem apelidado de "Braguinha" era confundido pela doce Babi (Mayara Magri) com um deficiente visual e para continuar recebendo o carinho e atenção da jovem, mantinha essa mentira. O casal que formava um triângulo amoroso com o personagem Tito (Jayme Periard) foi um dos grandes destaques da história. Em 2017, Élcio é contratado pela RecordTV para atuar na novela Belaventura no papel do camponês Bacamarte.

### Novelas
| Ano  | Título                     | Papel                             | Nota                                         | Emissora      |
| ---- | -------------------------- | --------------------------------- | -------------------------------------------- | ------------- |
| 1974 | O Rebu                     | Investigador Alexandre            |                                              | Rede Globo    |
| 1976 | O Feijão e o Sonho         | Ivan                              |                                              | Rede Globo    |
| 1977 | À Sombra dos Laranjais     | Juan Carlos                       |                                              | Rede Globo    |
| 1977 | Sinhazinha Flô             | Agrela                            |                                              | Rede Globo    |
| 1978 | Gina                       | Amadeu                            |                                              | Rede Globo    |
| 1979 | Carga Pesada               | Ciro                              | Episódio: "Pogrom - Moralidade se Conquista" | Rede Globo    |
| 1980 | Marina                     | John Wayne                        |                                              | Rede Globo    |
| 1982 | O Homem Proibido           | João Rubens                       |                                              | Rede Globo    |
| 1984 | Viver a Vida               | Chicão                            |                                              | Rede Manchete |
| 1985 | A Gata Comeu               | José Mário Braga (Braguinha)      |                                              | Rede Globo    |
| 1986 | Mania de Querer            | Pedro/Pierre                      |                                              | Rede Manchete |
| 1990 | Fronteiras do Desconhecido | Jean Valjean                      | Episódio: "Um Grito na Noite"                | Rede Manchete |
| 1990 | Barriga de Aluguel         | Delegado Jair                     |                                              | Rede Globo    |
| 1995 | A Próxima Vítima           | Investigador Eurípedes Lopes      |                                              | Rede Globo    |
| 1996 | Quem é Você                | Honório                           |                                              | Rede Globo    |
| 1996 | Vira-Lata                  | Diretor do presídio               |                                              | Rede Globo    |
| 1997 | Zazá                       | Lua                               |                                              | Rede Globo    |
| 1999 | Suave Veneno               | Osvaldo                           |                                              | Rede Globo    |
| 1999 | Vila Madalena              | Valdir                            |                                              | Rede Globo    |
| 2004 | A Grande Família           | Delegado Tavares                  | Episódio: Toma que o Filho é Meu!            | Rede Globo    |
| 2004 | Senhora do Destino         | Gerente do Motel onde Leila morre |                                              | Rede Globo    |
| 2006 | A Diarista                 | Gonçalves                         | Episódio: Aquela da Nova Chefe               | Rede Globo    |
| 2006 | Malhação                   | Boi                               |                                              | Rede Globo    |
| 2008 | Guerra e Paz               | Onan                              | Episódio: "Lavanda e Vermelho"               | Rede Globo    |
| 2009 | Caras & Bocas              | João Batista da Silva             |                                              | Rede Globo    |
| 2010 | Força-Tarefa               | Capitão                           |                                              | Rede Globo    |
| 2011 | A Mulher Invisível         | Viúvo                             |                                              | Rede Globo    |
| 2012 | Fina Estampa               | Jurado do CFM                     |                                              | Rede Globo    |
| 2013 | Joia Rara                  | Salvador Soares da Costa          |                                              | Rede Globo    |
| 2014 | Boogie Oogie               | Gustavo Mendes                    |                                              | Rede Globo    |
| 2016 | 1 Contra Todos             | Dr. Samir                         |                                              | Fox Brasil    |
| 2017 | Belaventura                | Quixote Mascate                   |                                              | RecordTV      |
| 2023 | Impuros                    | Moisés                            | Temporada 4                                  | Fox Premium   |

## Videogames
No ano de 2009, Élcio fez sua estreia no mundo dos games em League of Legends. Outros jogos em que participou incluem a saga Assassin's Creed, Call of Duty: Black Ops III e The Witcher 3: Wild Hunt.
Em League of Legends, dublou o personagem Graves (tanto na skin clássica quanto na Sentinela da Luz) e foi o dublador do Galio antes do rework.
Em Assassin's Creed, participou de três jogos: Creed Rogue como Jack Weeks, em Unity sem personagem exato e em 2015 em Syndicate como Crawford Starrick (vilão do jogo).
Em Call of Duty foi dublador do personagem Shadow Man (Robert Picardo) no modo Zombies de Call of Duty: Black Ops III.
Em The Witcher 3: Wild Hunt foi dublador do personagem Gaunter O' Dimm.

## Podcast
De 2017 a 2020, Élcio narrou as introduções dos episódios do Nerdcast Especiais de RPG - Call of Cthulhu, no site Jovem Nerd.